# NGC 6476
NGC 6476 est un nuage d'étoiles situé dans la constellation du Sagittaire. L'astronome britannique John Herschel a enregistré la position de ce paire le 15 juillet 1836 